# Тернопільські магнолії
Тернопільські магнолії — ботанічна пам'ятка природи в м. Тернополі, Україна.

## Розташування

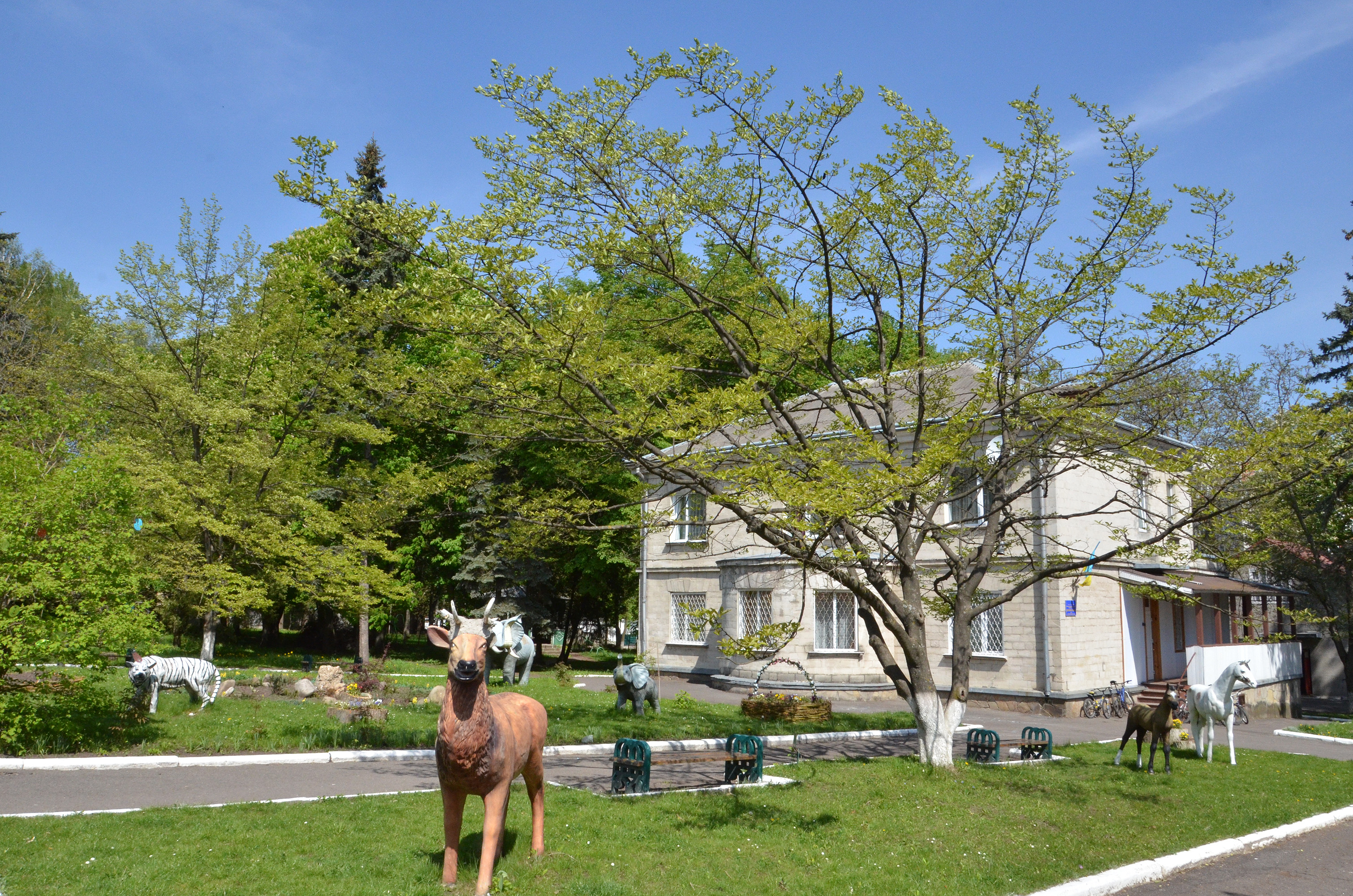
Вигляд на Тернопільські магнолії (травень 2016)

Розташована на території Тернопільського обласного комунального дитячого будинку для дітей шкільного віку на проспекті Степана Бандери

## Пам'ятка
Оголошена об'єктом природно-заповідного фонду рішенням № 74 другої сесії Тернопільської обласної ради шостого скликання від 10 лютого 2016 року.
Перебуває у віданні Тернопільського обласного комунального будинку для дітей шкільного віку.

## Характеристика
Площа 0,02 га.
Під охороною та збереженням два дерева магнолії кобус (Magnolia kobus) віком близько 35 років, що є екзотичними деревами для Західного Поділля і мають природоохоронну, еколого-освітню та естетичну цінність.